# NGC 7817
NGC 7817 je spirální galaxie v souhvězdí Pegas. Její zdánlivá jasnost je 11,8m a úhlová velikost 3,5′ × 0,9′. Je vzdálená 110 milionů světelných let, průměr má 120 000 světelných let. Uvádí se, že NGC 7817 je gravitačně spojena s od ní 2 miliony světelných let vzdálenou galaxií NGC 7798. Galaxii objevil 15. září 1784 William Herschel.